# 大定府 (辽朝)
大定府是辽朝时设置的一个府。在今内蒙古自治区赤峰市宁城县境。
统和二十五年（1007年），建城，号曰中京，府曰大定。下辖九县、十州：大定县、长兴县、富庶县、劝农县、文定县、升平县、归化县、神水县、金源县、恩州、惠州、高州、武安州、利州、榆州、泽州、北安州、松山州、成州。

## 历任大定尹
辽代
- 室昉（994年）
- 王继忠（1013年—1016年）
- 武白（1016年）
- 韩制心（1019年）
- 耶律宗业（1019年—1022年）
- 萧敌烈（1027年）
- 萧敌冽（1045年—1050年）
- 耶律侯古（1055年）
- 耶律良（1065年）
- 萧素飒（1068年—1069年）
- 耶律白（1070年—1071年）
- 耶律宜新（1073年—1075年）
- 刘云（1075年—1076年）
- 耶律乙辛（1076年）
- 萧吐浑（1078年）
- 邢熙年（1085年—1086年）
- 耶律慎思（1088年）
- 窦景庸（1091年—1093年）
- 贾世勋（1093年—1096年）
- 韩资让（1096年—1097年）
- 牛温舒（1098年—1100年）
- 耶律那也（1106年）
- 大公鼎（1117年—1121年）[2]

金代
- 耶律怀义（1140年—1142年）
- 完颜道济（1143年—1144年）
- 完颜亮（1144年—1147年）
- 忽睹（1147年—1148年）
- 完颜宗雅（1148年—1150年）
- 完颜宗宪（1150年）
- 完颜亨（1151年）
- 完颜雍（1151年）
- 高桢（1151年—1153年）
- 张晖（1156年—1158年）
- 萧赜（1159年—1161年）
- 蒲察斡论（1162年）
- 完颜思敬（1163年—1166年）
- 完颜谋衍（1167年—1169年）
- 石抹荣（1170年）
- 移剌成（1172年—1174年）
- 完颜仲（1175年—1176年）
- 完颜守贞（1177年—1178年）
- 完颜永功（1183年）
- 乌古论元忠（1185年—1188年）
- 完颜宗浩（1189年—1190年）
- 乌古论元忠（1191年—1194年）
- 完颜卞（1195年）
- 完颜裔（1196年—1197年）
- 完颜承晖（1199年—1200年）
- 乌古孙兀屯（1211年—1213年）
- 奥屯襄（1214年—1215年）
- 张致（1216年）[3]

## 辽中京遗址
辽中京遗址为辽代中京大定府故城，并为金代北京路、元代大宁路及明代大宁卫城址。城市建造仿北宋汴京开封城布局，分外城、内城和宫城。明朝永乐元年（1403年），撤销卫所后，成为废墟。1959年至1960 年，内蒙古文物工作队全面勘查和重点发掘了辽中京遗址，基本弄清了辽中京的城市布局。1961年3月，中国国务院将其列为第一批全国重点文物保护单位（古遗址）。